# 曼谷阴谋
曼谷阴谋，又称达春阴谋，是1950年代末柬埔寨的一场国际阴谋，其目标是推翻诺罗敦·西哈努克亲王。据称，这是由右翼政客桑萨里、山玉成、地方军阀兼州长达春，以及泰国、越南共和国（南越）政府发起的，可能还涉及美国的情报机构。曼谷阴谋及其政治仍然影响着今天的柬埔寨政治。
根据后来西哈努克的说法，此次政变由山玉成的非正规部队自由高棉执行，这个部队主要来自越南南部的少数民族下高棉人。自由高棉集结于南部边境，同时达春将在东北部发动起义。1959年2月初，哈里·费尔特海军上将、勞頓·科林斯将军、爱德华·兰斯代尔上校都访问了达春在暹粒的基地。
西哈努克的情报部门发现了该阴谋的细节，于1959年2月21日派了一个营去抓捕达春。达春逃离了，但一个名叫维克多·松井（Victor Matsui）的美国公民被捕，此人被指控是中央情报局的无线电操作员。后来达春被拘捕并遭审讯，在其能够接受合理采访因某种不明情况而死于“受伤”。西哈努克后来声称，国防大臣朗诺为了防止自己卷入政变，开枪将达春击毙。
西哈努克安排将达春的尸体照片发布在金边的主干道上。其他主要策划者中，桑萨里于1962年失踪；山玉成则前往越南，1970年以后回国参加朗诺领导的政府。达春的兄弟Slat Peou是西哈努克在联合国代表团成员，也是松井的朋友，因为叛国罪遭处决。
作为一名业余电影导演，西哈努克以这个阴谋为依据，于1968年将其拍成了电影《吴哥上的鬼影》（Ombre sur Angkor）。他将此当作柬埔寨与中国建立外交关系后美国企图破坏柬埔寨政权稳定的确凿证据。

## 文学作品
- William J. Rust. . University Press of Kentucky. 2016. ISBN 9780813167428.